# 春日井市立鷹来小学校
春日井市立鷹来小学校（かすがいしりつ たかきしょうがっこう）は、愛知県春日井市田楽町にある公立小学校。

## 概要
- 鷹来町の一部(桃山歩道橋の左側)、牛山町の一部(愛知県道25号春日井一宮線より北)、上田楽町、田楽町の一部(愛知県道25号春日井一宮線より北)、町屋町の一部(愛知県道25号春日井一宮線より北)、桃山町の一部(桃山歩道橋の左側)が校区であり、公立中学校の進学先は春日井市立鷹来中学校である[1]。
- 旧・東春日井郡鷹来村の小学校であった。
- 校庭に大きなクスノキがある。
- 校歌の冒頭にあるように伊多波刀神社の森の西側にある。

## 沿革
- 1873年（明治6年）12月 - 第2大学区第3番中学区第46番小学知新学校として開校。
- 1875年（明治8年） - 田楽学校に改称する。
- 1882年（明治15年） -
  - 田楽学校が廃校となる。
  - 林昌院により私立舎人学校が開校する。
- 1884年（明治17年） - 私立舎人学校が公立化され、東春日井郡第15学区公立田楽学校となる。校舎は林昌院を仮校舎とする。
- 1887年（明治20年） - 尋常小学田楽学校に改称する。
- 1889年（明治22年）10月1日 - 田楽村と大手池新田が合併し、田楽村が発足。
- 1892年（明治25年） - 田楽尋常小学校に改称する。現在地に校舎が完成し、移転する。
- 1906年（明治39年）7月16日 - 田楽村と片山村が合併し、鷹来村が発足する。
- 1907年（明治40年） - 高等科を設置し、鷹来尋常高等小学校に改称する。
- 1941年（昭和16年）10月1日 - 鷹来国民学校に改称する。
- 1943年（昭和18年）6月1日 - 勝川町、篠木村、鳥居松村、鷹来村が合併し春日井市発足。
- 1947年（昭和22年）10月1日 - 春日井市立鷹来小学校に改称する。
- 1969年（昭和44年） - 新校舎（鉄筋コンクリート造）が完成する。
- 1972年（昭和47年）4月 - 春日井市立西山小学校を分離する。
- 1976年（昭和51年）4月 - 春日井市立大手小学校を分離する。

## 交通アクセス
- 名鉄バス桃山線、小牧・勝川線、春日井市民病院線「田楽」バス停より徒歩約5分。

JR春日井駅より【22系統】「大草」行き。
勝川駅より【50系統】「小牧駅」行。【51系統】「春日井市民病院（定野経由）」行。
小牧駅より【50系統】「勝川駅」行。
- こまき巡回バス桃花台線小牧駅発桃花台センター上行き上田楽バス停下車

## 周辺施設
- 愛知県立春日井西高等学校
- 春日井市立鷹来中学校
- 春日井市立大手小学校
- 春日井市消防本部
- パナソニック エコシステムズ
- 春日井市総合体育館
- 春日井鷹来郵便局

## 著名な出身者
- 森本和義 - 元民主党衆議院議員
- 和田勉 - 前身の鷹来尋常高等小学校に入学、途中転校。かつて上田楽町にあったカネボウの施設に父親が在籍していた。
- 高木紀全 - ミニバイクレース選手